# حلق نهر كولومبيا
حلق نهر كولومبيا هو وادي نهر كولومبيا في شمال غرب المحيط الهادئ للولايات المتحدة . ويصل إلى 4000 قدم (1200 م) عمقاً، الوادي يمتد لأكثر من 80 ميلا (130 كم) كما تأتي رياح النهر من الغرب من خلال كاسكيد رانج والتي تشكل الحدود بين ولاية واشنطن إلى الشمال وإلى الجنوب ولاية أوريغون. حلق نهر كولومبيا يمتد تقريبا من الاتقاء مع نهر كولومبيا دوستشتيس إلى المناطق الشرقية من منطقة بورتلاند الحضرية، الحلق يوفر السبيل الوحيد للملاحة من خلال الشلالات والمياه فقط في المكان بين هضبة نهر كولومبيا والمحيط الهادئ.